# Achille Jubinal
Achille Jubinal, né le 24 octobre 1810 à Paris où il est mort le 23 décembre 1875, est un historien et homme politique français.
Ce médiéviste, inscrit dans la lignée des Francisque Michel, Paulin Paris et Antoine Le Roux de Lincy, a produit une importante œuvre d’historien et d’archéologue.

## Biographie
D’une famille originaire de la vallée de Barèges, ancien « élève libre » de l’École des chartes, il est l’auteur de travaux importants sur les tapisseries, les manuscrits, la littérature médiévale, etc., publiant, de 1834 à 1845, divers textes inédits du moyen âge, ainsi que des ouvrages à gravures, du plus haut intérêt. On lui doit, notamment, la première description détaillée et l’explication complète des scènes représentées dans les tapisseries de Charles le Téméraire. C’est lui qui a découvert à la Bibliothèque nationale le manuscrit du XVe siècle contenant copie d’une lettre adressée au duc de Bourgogne par un de ses serviteurs, document établissant de manière indiscutable l’origine et la provenance du trophée de René II de Lorraine.
Nommé, en 1839, professeur de littérature étrangère à la Faculté des lettres de Montpellier, il a été décoré de la Légion d’honneur en 1846. L’année précédente, il avait adressé au comte de Salvandy une série de Lettres (1845, in-8º) au sujet des manuscrits de la Bibliothèque royale de La Haye. En 1849, il a cherché, dans sa Lettre à Paul Lacroix, à justifier le comte Libri des accusations qui pesaient sur lui dans une lettre adressée, le 3 juin 1851, au prestigieux journal littéraire londonien, l’Athenaeum, et il a attaqué avec beaucoup de vivacité l’ex-ministre de l’Instruction publique, Hippolyte Carnot, dans sa Lettre inédite de Montaigne (1850).

Engagé en politique, auprès de Ledru-Rollin, puis de Napoléon III, il sera élu député des Hautes-Pyrénées pour l’arrondissement de Bagnères (Hautes-Pyrénées) au Corps législatif, pour la première fois, le 29 février 1852. Par la suite, il sera réélu le 21 juin 1857, le 31 mai 1863, puis le 23 mai 1869. Lors de la séance du corps législatif le 22 juin 1868, il s’exclame :  

« Écoutez ceci : il y a cinq ou six ans, on ne traversait le col d’Aspin qu’à cheval. Maintenant, grâce à l’Empereur, qui a eu personnellement l’idée des routes thermales, nous passons au col de Tortes et au col d'Aspin, à 1 800 mètres au-dessus du niveau de la mer ; à Tourmalet, ainsi qu’au col de Peyresourde, qui descend par Luchon, nous passons à 2 000 mètres d’altitude avec des voitures à quatre chevaux, aussi facilement que vous traversez en Daumont la place de la Concorde (Exclamations et rires). Pourquoi donc un chemin de fer ne pénétrerait-il pas là où vont à présent les voitures ? »

 Son dernier mandat a pris fin le 4 septembre 1870. On doit à son initiative la suppression du timbre sur les prospectus, la diminution des droits de transport pour les imprimés, etc. Il a été rapporteur de la loi qui a fixé les droits d’auteurs après leur mort, et il a fait porter à trente ans entiers la jouissance de ces droits pour les enfants.
Il a également collaboré très activement aux journaux du pouvoir, à Paris et en province. L’un des correspondants de L'Indépendance belge, il a été appelé à prendre la direction du journal le Messager qui a remplacé L'Estafette (1858). Également mécène, il a fondé le musée Salies, à Bagnères-de-Bigorre, en 1852, grâce au don d’une partie de sa collection. Son amitié avec la princesse Mathilde, cousine de Napoléon III, et maitresse du comte de Nieuwerkerke, directeur général des Musées impériaux, puis surintendant des Beaux-arts en 1863, a permis au musée d’importants dons de l’État. Il a été élevé au rang d’officier de la Légion d’honneur, le 12 aout 1863.
De son épouse Hortense de Corbeau de Saint-Albin, il a eu une fille Amélie, qui a épousé l’historien Georges Duruy.
Il a été inhumé au cimetière de Montmartre, division 15, le 26 décembre 1875.

## Postérité
- Une rue de Tarbes porte son nom.
- Une place de Bagnères-de-Bigorre porte son nom.

## Éditions scientifiques
- Jongleurs et trouvères ou choix de saluts, épitres, rêveries et autres pièces légères des XIIIe et XIVe siècles publié pour la première fois par Achille Jubinal d’après les manuscrits de la Bibliothèque du Roi Paris, J. Albert Merkelein, 1835.
- La Légende latine de S. Brandaines : avec une traduction inédite en prose et en poésie romanes publiée d’après les manuscrits de la bibliothèque du roi, remontant aux XIe, XIIe et XIIIe siècles, Paris, Techener, 1836, 167 p. (lire en ligne).
- La Armeria Real ou collection des principales pièces de la galerie d’armes anciennes de Madrid. Frontispice, lettres ornées, culs de lampe par M. Victor Sansonetti. Gravures sur bois par M. Faxardo, sur pierre, sur cuivre, sur acier par les meilleurs artistes de Paris. 3 volumes. Paris, Au Bureau des anciennes tapisseries historiées & Paris Chez Didron, 1837-1861. Avec des dessins de Gaspare Sensi.
- Les Anciennes tapisseries historiées, ou collection des monumens les plus remarquables, de ce genre, qui nous soient restés du Moyen-Âge, à partir du XIe siècle au XVIe siècle inclusivement, vol. I, Paris, Chez l'éditeur de la galerie d'armes de Madrid, 1838, 45 p. (lire en ligne), p. 36-38, planches hors-texte 85-87.
- Mystères inédits du XVe siècle, 1837, rééd. Slatkine Reprints, Genève, 1977.
- La Tapisserie de Bayeux, représentant la conquête de l’Angleterre par les Normands, en l’année 1066. Édition variorum dédiée à l’Académie des inscriptions et belles-lettres. Paris, Au bureau des anciennes tapisseries et du musée d’artillerie espagnol, 1838.
- Nouveau recueil de contes, dits, fabliaux et autres pièces inédites des XIIIe, XIVe et XVe siècles, pour faire suite aux collections de Legrand d’Aussy, Barbazan et Méon, mis au jour pour la première fois d’après les manuscrits de la bibliothèque du roi. 1839-1842. Slatkine Reprints, Genève, 1975. 2 volumes.Il s’agit d’un recueil de textes médiévaux qui n’avaient encore jamais vu le jour et qui sont publiés ici textuellement d’après les manuscrits. Ils contiennent entre autres deux poésies concernant le vin : Le martyre de Saint Bacchus (t. 1, p. 250-265), daté de 1313, et un autre poème intitulé La Desputoison du Vin et de l’eau. (t. 1, p. 292-311). Le premier est un long poème en vers octosyllabes qui célèbre le dieu Bacchuus et chante la beauté des vignobles, avec des digressions mystiques. Le deuxième apporte des références aux vins de Beaune, d’Auxerre et surtout de Saint-Pourçain, aux vins de Gascogne, aux vins du Nivernais, etc.
- Recherches sur l’usage et l’origine des tapisseries à personnages dites historiées, depuis l’Antiquité jusqu’au XVIe siècle inclusivement, Paris, Challamel et Cie, 1840, 92 p., 23 cm (OCLC 1243222, lire en ligne).
- Les Anciennes tapisseries historiées. Tapisseries de Dijon et du Chevalier Bayard, représentant l’une le siège de Dijon par les Suisses, en 1513, l’autre l’Illiade en souliers à la poulaine. Dijon, 1840.
- Lettres à M. Le Comte de Salvandy sur quelques-uns des manuscrits de la Bibliothèque royale de la Haye. Paris, 1846.
- Une lettre inédite de Montaigne accompagnée de quelques recherches à son sujet, Paris, Didron, 1850.Édition originale précédée d’un avertissement et suivie de plusieurs fac-similé, de l’indication détaillée d’un grand nombre de soustractions et mutilations qu’a subies depuis un certain nombre d’années le département des manuscrits de la Bibliothèque nationale.
- Œuvres complètes de Rutebeuf, trouvère du XIIIe siècle, recueillies et mises à jour pour la première fois par Achille Jubinal, Paris, 1839. Deuxième édition, Paris, 1874-1875.
- Les Anciennes Tapisseries historiées (ill. Victor Sansonetti), Paris, 1888 (lire en ligne), t. 1, t. 2